# МАС (супутник)
МАС (Малий Автономний Супутник) — радянське позначення французьких мікросупутників, призначених для технологічних експериментів у космосі і вивідних на орбіту радянськими ракетами-носіями «Блискавка-М», як попутне навантаження при запусках супутників зв'язку «Блискавка-1». Французька назва апаратів цієї серії — SRET (фр. Satellite des Recherches et d'Études Technologiques). Загалом було споруджено і запущено два таких супутники, «МАС-1» (фр. SRET 1), на котрому випробовувалися нові типи сонячних батарей, та «МАС-2» (фр. SRET 2) для перевірки системи пасивного теплозахисту.

## Історія
Угоду про початок радянсько-французького співробітництва у космосі було підписано 1966 року, після відвідання президентом Франції Шарлем де Ґоллем космодрому Байконур. Згодом було втілено десятки різних радянсько-французьких програм, що включають вивчення космічного простору, медико-біологічні досліди, вивчення верхньої атмосфери, спостереження за космічними апаратами та інші дослідження, для реалізації яких використовувалися радянські і французькі космічні апарати, геофізичні ракети, аеростати та наземні контрольні станції.
Окремим напрямком космічної діяльності є випробування матеріалів і технологій у космосі та відпрацювання нових елементів конструкції космічних апаратів. У рамках радянсько-французького співробітництва ці дослідження проводилися на супутниках, створених французькими фахівцями і виведених у космос радянськими ракетами-носіями. Ці супутники отримали радянську назву «МАС» та французьку «SRET». Усього за цією програмою було запущено два апарати — «МАС-1» (фр. SRET 1) і «МАС-2» (фр. SRET 2).

## «МАС-1»
Космічний апарат «МАС-1» було створено задля дослідження роботи в умовах космічного польоту тонкоплівкових сернисто-кадмієвих і телуро-кадмієвих сонячних батарей. Передбачалося, що такі батареї через свою меншу вагу і вищий ККД, виявляться вигіднішими для установки на космічних апаратах. Для порівняння на «МАС-1» було встановлено і звичайні для космічної техніки того часу кремнієві батареї. Дослідження на «МАС-1» тривали протягом 15 місяців і дали матеріал для подальших розробок у галузі енергопостачання космічних апаратів.
Супутник «МАС-1» масою 16 кг було запущено 4 квітня 1972 року ракетою-носієм «Блискавка-М» з космодрому Плесецьк, як попутне навантаження до зв'язного супутника «Блискавка-1» № 20. «МАС-1» став першим іноземним супутником, запущеним у СССР. У міжнародному каталозі COSPAR супутник отримав ідентифікатор 1972-025B. «МАС-1» було виведено на орбіту, близьку до орбіти основного супутника «Блискавка-1», з апогеєм 39260 км, перигеєм 480 км і нахилом 65,6°. На такій орбіті апарат чотири рази на день перетинав радіаційні пояси Землі, що дозволило отримати додаткові відомості щодо впливу космічної радіації на експериментальні сонячні батареї і напівпровідникові матеріали. Супутник увійшов в атмосферу і припинив своє існування у лютому 1974 року.

## «МАС-2»
Основним завданням апарата «МАС-2» була перевірка пасивної системи охолодження, яка планувалася до застосування на європейському метеорологічному супутнику «Meteosat», задля роботи інфрачервоних детекторів якого були необхідні кріогенні температури. На супутнику «МАС-2» перевірялася можливість підтримання таких температур за умов космічного простору без використання системи примусового охолодження. По осі супутника було утворено своєрідний «колодязь», що перешкоджав нагріванню його «дна» зовнішнім випромінюванням. На дні колодязя розташовувався інфрачервоний датчик. Становище супутника у просторі усталювалося обертанням навколо осі. Проведені на супутнику іспити показали, що така система підтримки низької температури датчика дієва, якщо вісь супутника відхилена від напрямку Сонця на кут більший за 65°. Також на супутнику «МАС-2» було продовжено дослідження поведінки тонких плівок у космічних умовах, розпочаті на «МАС-1».
Космічний апарат «МАС-2» масою 30 кг було запущено 5 червня 1975 року ракетою-носієм «Блискавка-М» з космодрому Плесецьк, спільно зі зв'язковим супутником типу «Блискавка-1К» («Блискавка-1» № 30). «МАС-2» було виведено на високоеліптичну орбіту, близьку до орбіти основного супутника, з апогеєм 40813 км, перигеєм 514 км і нахилом 63°. Іспити на такій орбіті дозволили прогнозувати умови роботи пасивної системи охолодження на геостаціонарних супутниках Meteosat. У міжнародному каталозі COSPAR супутник отримав ідентифікатор 1975-049B. Супутник увійшов в атмосферу та припинив своє існування у липні 1988 року.